# John Rognes
John Rognes (Oslo, 28 de abril de 1966) é um matemático norueguês, professor do Departamento de Matemática da Universidade de Oslo.
Obteve um doutorado na Universidade de Princeton em 1990, orientado por Gunnar Carlsson, com a tese The Rank Filtration In Algebraic K-Theory.
Foi palestrante convidado do Congresso Internacional de Matemáticos em Seul (2014: Algebraic K-theory of strict ring spectra).